# Юктешвар
Свами Шри Юктешвар Гири (бенг. শ্রী যুক্তেশ্বর গিরী; 10 мая 1855, Серампур — 9 марта 1936, Пури) — индийский гуру и астролог, один из известнейших представителей крийя-йоги, ученик Лахири Махасаи и духовный учитель Парамахансы Йогананды.

## Биография
Биография Шри Юктешвара стала широко известна после публикации в 1946 году «Автобиографии йога». Шри Юктешвар (имя при рождении — Прия Натх Карар) родился 10 мая 1855 года в индийском городе Серампур в семье процветающего бизнесмена. Как рассказывал сам Свами, именно от отца он унаследовал древний особняк, в котором позже и расположился ашрам, где молодые люди обучались науке крийя-йоги. Женился в раннем возрасте, имел дочь. После смерти жены вступил в древнейший монашеский орден Свами, где и получил свое монашеское имя.
В 1884 году Шри Юктешвар встретил своего гуру, Лахири Махасайю, который посвятил его в крийя-йогу. Десятилетием позже, в 1894 году, Шри Юктешвар встретил в Аллахабаде святого Махаватара Бабаджи, который повелел ему написать книгу об общности всех мировых религий. Книга известна под названием The Holy Science (Святая наука) и издается обществом Yogoda Satsanga Society of India (Self-Realization Fellowship of America), основанным в 1917 году. Помимо всего прочего, в книге содержится подробный анализ принципа работы мировых циклов (так называемых юг), в соответствии с которыми развивается человечество.
В 1910 году Шри Юктешвар встретил Парамахансу Йогананду, которому суждено было стать одним из самых известных его учеников. Йогананде тогда было всего семнадцать лет; и следующие десять он провел в ашраме Шри Юктешвара, обучаясь крийя-йоге и основам нравственной жизни. Как рассказывал в своей «Автобиографии» сам Йогананда, Шри Юктешвар свободно говорил на английском, французском, бенгальском и хинди, а также хорошо знал санскрит. Кроме того, он был сведущ в священных писаниях и всегда был в курсе последних научных достижений.
Утверждается, что Шри Юктешвар вошёл в махасамадхи (сознательный выход из тела в момент смерти) 9 марта 1936 года.

## Известные цитаты
«Забудь минувшее. Прошлое каждого человека омрачено постыдными мыслями и делами. Поведение человека всегда будет ненадёжным, пока он не бросит якорь в Божественном. В будущем всё станет лучше, если ты сделаешь духовное усилие сегодня».
«Ничто не имеет значения, кроме вашего настойчивого духовного продвижения. А в этом вам поможет крийя-йога».

## Линии передачи крийя-йоги
Существуют две основные линии передачи крийя-йоги, связанные со Шри Юктешваром. Одна из них замыкается на Парамахансе Йогананде, который обязался распространять крийю в неискажённом виде, с этой целью основав общество Self-Realization Fellowship/Yogoda Satsanga Society of India:
- Махаватар Бабаджи
- Лахири Махасайя
- Шри Юктешвар
- Парамаханса Йогананда

Вторая линия продолжается ашрамом, основанным Шри Юктешваром в городе Пури. Список глав ашрама в хронологической последовательности:
- Шри Юктешвар
- Парамаханса Йогананда
- Свами Сатьянанда Гири
- Парамаханса Харихарананда Гири
- Свами Йогешварананда Гири

## Упоминания
Шри Юктешвар Гири среди прочих был изображён на обложке одного из альбомов группы «Битлз» — «Sgt. Pepper’s Lonely Hearts Club Band». На обложку также попал ученик Юктешвара — Парамаханса Йогананда, и учителя — Махаватар Бабаджи и Лахири Махасайя. 